# Arkewan
Arkewan är en ort i Azerbajdzjan.   Den ligger i distriktet Masallı Rayonu, i den sydöstra delen av landet, 190 kilometer sydväst om huvudstaden Baku. Arkewan ligger 17 meter över havet och antalet invånare är 13 890.
Terrängen runt Arkewan är platt åt nordost, men åt sydväst är den kuperad. Runt Arkewan är det ganska tätbefolkat, med 230 invånare per kvadratkilometer.. Arkewan är det största samhället i trakten.
Trakten runt Arkewan består till största delen av jordbruksmark.